# Chaumesnil
Chaumesnil ist eine französische Gemeinde mit 109 Einwohnern (Stand: 1. Januar 2022) im Département Aube in der Region Grand Est. Sie gehört zum Arrondissement Bar-sur-Aube und zum gleichnamigen Kanton Bar-sur-Aube. 
Sie ist umgeben von folgenden Nachbargemeinden:
| Brienne-la-Vieille | Morvilliers                                 |           |
|                    | Kompassrose, die auf Nachbargemeinden zeigt | La Chaise |
| La Rothière        | Petit-Mesnil                                |           |

## Bevölkerungsentwicklung
| Jahr                      | 1962 | 1968 | 1975 | 1982 | 1990 | 1999 | 2008 | 2016 |
| ------------------------- | ---- | ---- | ---- | ---- | ---- | ---- | ---- | ---- |
| Einwohner                 | 82   | 91   | 82   | 63   | 72   | 82   | 84   | 100  |
| Quelle: Cassini und INSEE |      |      |      |      |      |      |      |      |

## Sehenswürdigkeiten

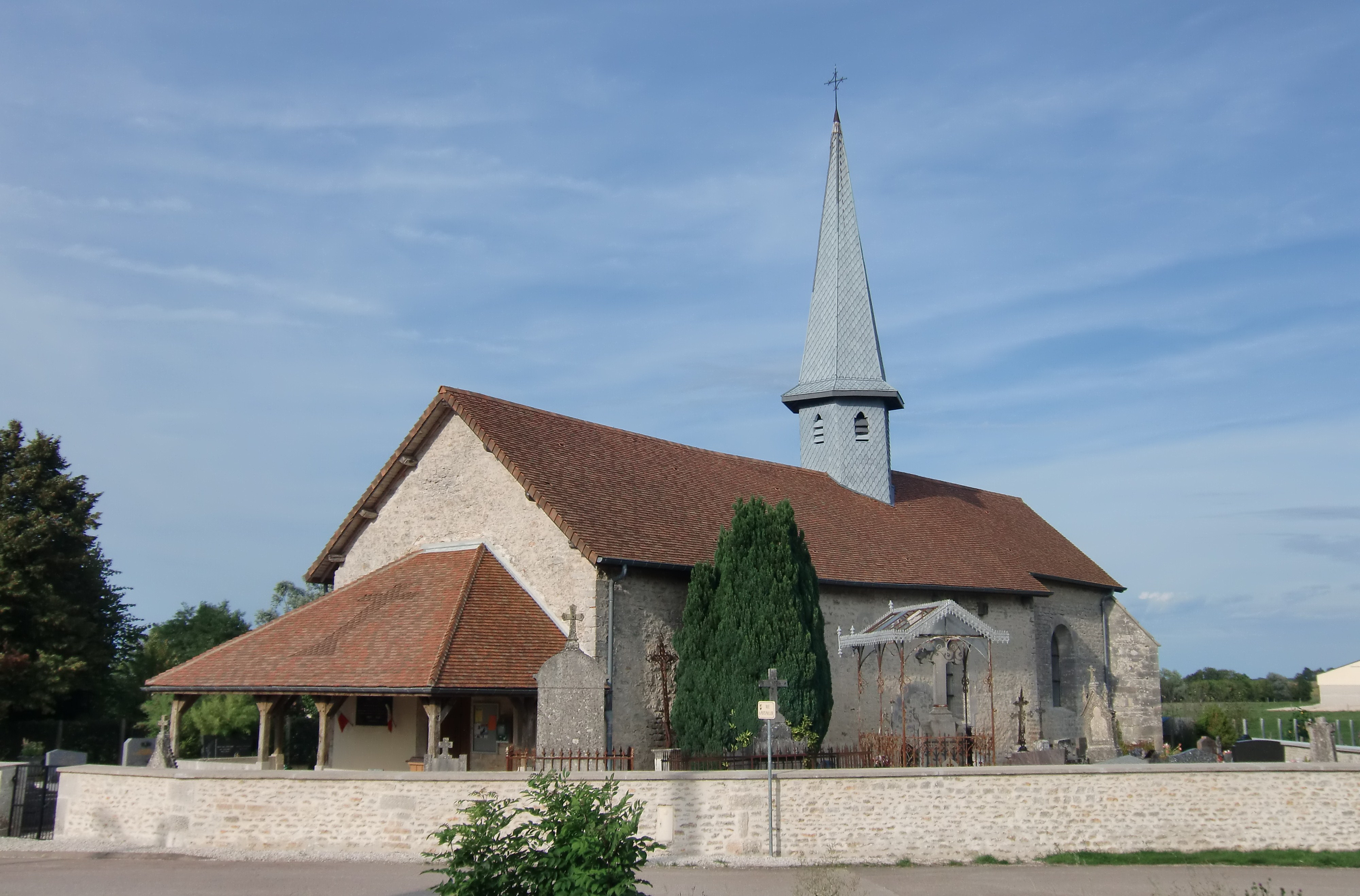
Kirche Saint-Louvent

- Kirche Saint-Louvent